# Згарта
Згарта (араб. زغرتا‎) — город на северо-западе Ливана, на территории провинции Северный Ливан. Административный центр одноимённого района.

## История
Равнина, на которой расположен город была заселена человеком уже в эпоху неолита. Об этом свидетельствуют обнаруженные в окрестностях Згарты предметы, относящиеся к Караунской культуре.

В 2007 году, в ходе Второй ливанской войны, в городе нашли убежище тысячи шиитских беженцев, бежавших с охваченного конфликтом юга страны.

## География
Город находится в западной части провинции, на расстоянии приблизительно 5 километров к юго-востоку от города Триполи и на расстоянии 65 километров к северо-северо-востоку (NNE) от столицы страны Бейрута. Абсолютная высота — 129 метров над уровнем моря.

## Население
По оценочным данным 2013 года численность населения города составляла 11 439 человек.

## Транспорт
Ближайший аэропорт расположен в городе Бейрут.

## Известные уроженцы
- Сулейман Франжье — 11-й президент Ливана.
- Рене Моавад — 13-й президент Ливана.
- Тони Франжье — политик, министр, командир боевиков, сын Сулеймана Франжье.